# Liste der Nummer-eins-Hits in Neuseeland (1976)
Dies ist eine Liste der Nummer-eins-Hits in Neuseeland im Jahr 1976. Sie basiert auf den offiziellen Single und Albums Top 40, die im Auftrag von NZFPI, dem neuseeländischen Vertreter der IFPI, ermittelt werden. Zum Jahreswechsel pausierten die Charts jeweils, die erste Ausgabe des Jahres gab es am 30. Januar, die letzte umfasste die Woche bis zum 23. Dezember. Es gab in diesem Jahr 11 Nummer-eins-Singles und 10 Nummer-eins-Alben.

## Singles
| ← 1975 ← | Liste der Nummer-eins-Hits in Neuseeland | Liste der Nummer-eins-Hits in Neuseeland | Liste der Nummer-eins-Hits in Neuseeland                                                | 1977 →                    |
| \| Zeitraum \| Wo. ges. \| Interpret \| Titel Autor(en) \| Zusätzliche Informationen \| \| (Zeitraum, Wochen auf Platz eins, Interpret, Titel, Autor[en], zusätzliche Informationen) \| \| \| \| \| \| ----------------------------------------------------------------------------------------- \| -------- \| --------------------- \| --------------------------------------------------------------------------------------- \| ------------------------- \| \| 30. Januar 1976 – 5. Februar 1976 1 Woche \| 1 \| ABBA \| S.O.S. Benny Goran Bror Andersson, Stig Erik Leopold Anderson, Björn K. Ulvaeus \| – \| \| 6. Februar 1976 – 4. März 1976 4 Wochen \| 4 \| C. W. McCall \| Convoy Bill Fries, Chip Davis \| – \| \| 5. März 1976 – 18. März 1976 2 Wochen \| 2 \| Queen \| Bohemian Rhapsody Frederick Mercury \| – \| \| 19. März 1976 – 3. Juni 1976 11 Wochen \| 11 \| Pussycat \| Mississippi Werner A. Theunissen \| – \| \| 4. Juni 1976 – 29. Juli 1976 8 Wochen (insgesamt 9) \| 9 \| ABBA \| Fernando Benny Goran Bror Andersson, Björn K. Ulvaeus, Stig Erik Leopold Anderson \| – \| \| 30. Juli 1976 – 12. August 1976 2 Wochen (insgesamt 3) \| 3 \| Henry Gross \| Shannon Henry M. Gross \| – \| \| 13. August 1976 – 19. August 1976 1 Woche (insgesamt 9) \| 9 \| ABBA \| Fernando Benny Goran Bror Andersson, Björn K. Ulvaeus, Stig Erik Leopold Anderson \| – \| \| 20. August 1976 – 26. August 1976 1 Woche (insgesamt 3) \| 3 \| Henry Gross \| Shannon Henry M. Gross \| – \| \| 27. August 1976 – 23. September 1976 4 Wochen (insgesamt 9) \| 9 \| Elton John & Kiki Dee \| Don’t Go Breaking My Heart Musik: Elton John; Text: Bernard J. P. Taupin \| – \| \| 24. September 1976 – 30. September 1976 1 Woche (insgesamt 4) \| 4 \| ABBA \| Dancing Queen Benny Goran Bror Andersson, Björn K. Ulvaeus, Stig Erik Leopold Andersson \| – \| \| 1. Oktober 1976 – 4. November 1976 5 Wochen (insgesamt 9) \| 9 \| Elton John & Kiki Dee \| Don’t Go Breaking My Heart Musik: Elton John; Text: Bernard J. P. Taupin \| – \| \| 5. November 1976 – 11. November 1976 1 Woche (insgesamt 4) \| 4 \| ABBA \| Dancing Queen Benny Goran Bror Andersson, Björn K. Ulvaeus, Stig Erik Leopold Anderson \| – \| \| 12. November 1976 – 18. November 1976 1 Woche \| 1 \| The Manhattans \| Kiss and Say Goodbye Winfred L. Lovett \| – \| \| 19. November 1976 – 25. November 1976 1 Woche (insgesamt 4) \| 4 \| ABBA \| Dancing Queen Benny Goran Bror Andersson, Björn K. Ulvaeus, Stig Erik Leopold Anderson \| – \| \| 26. November 1976 – 9. Dezember 1976 2 Wochen \| 2 \| Sherbet \| Howzat Anthony Paul Mitchell, Garth Ivan Richard Porter \| – \| \| 10. Dezember 1976 – 16. Dezember 1976 1 Woche \| 1 \| ABBA \| Money, Money, Money Benny Goran Bror Andersson, Björn K. Ulvaeus \| – \| \| 17. Dezember 1976 – 23. Dezember 1976 1 Woche (insgesamt 4) \| 4 \| ABBA \| Dancing Queen Benny Goran Bror Andersson, Björn K. Ulvaeus, Stig Erik Leopold Anderson \| – \| |                                          |                                          |                                                                                         |                           |
| ← 1975 |                                          |                                          |                                                                                         | → 1977 →                  |
| Zeitraum | Wo. ges.                                 | Interpret                                | Titel Autor(en)                                                                         | Zusätzliche Informationen |
| (Zeitraum, Wochen auf Platz eins, Interpret, Titel, Autor[en], zusätzliche Informationen) |                                          |                                          |                                                                                         |                           |
| 30. Januar 1976 – 5. Februar 1976 1 Woche | 1                                        | ABBA                                     | S.O.S. Benny Goran Bror Andersson, Stig Erik Leopold Anderson, Björn K. Ulvaeus         | –                         |
| 6. Februar 1976 – 4. März 1976 4 Wochen | 4                                        | C. W. McCall                             | Convoy Bill Fries, Chip Davis                                                           | –                         |
| 5. März 1976 – 18. März 1976 2 Wochen | 2                                        | Queen                                    | Bohemian Rhapsody Frederick Mercury                                                     | –                         |
| 19. März 1976 – 3. Juni 1976 11 Wochen | 11                                       | Pussycat                                 | Mississippi Werner A. Theunissen                                                        | –                         |
| 4. Juni 1976 – 29. Juli 1976 8 Wochen (insgesamt 9) | 9                                        | ABBA                                     | Fernando Benny Goran Bror Andersson, Björn K. Ulvaeus, Stig Erik Leopold Anderson       | –                         |
| 30. Juli 1976 – 12. August 1976 2 Wochen (insgesamt 3) | 3                                        | Henry Gross                              | Shannon Henry M. Gross                                                                  | –                         |
| 13. August 1976 – 19. August 1976 1 Woche (insgesamt 9) | 9                                        | ABBA                                     | Fernando Benny Goran Bror Andersson, Björn K. Ulvaeus, Stig Erik Leopold Anderson       | –                         |
| 20. August 1976 – 26. August 1976 1 Woche (insgesamt 3) | 3                                        | Henry Gross                              | Shannon Henry M. Gross                                                                  | –                         |
| 27. August 1976 – 23. September 1976 4 Wochen (insgesamt 9) | 9                                        | Elton John & Kiki Dee                    | Don’t Go Breaking My Heart Musik: Elton John; Text: Bernard J. P. Taupin                | –                         |
| 24. September 1976 – 30. September 1976 1 Woche (insgesamt 4) | 4                                        | ABBA                                     | Dancing Queen Benny Goran Bror Andersson, Björn K. Ulvaeus, Stig Erik Leopold Andersson | –                         |
| 1. Oktober 1976 – 4. November 1976 5 Wochen (insgesamt 9) | 9                                        | Elton John & Kiki Dee                    | Don’t Go Breaking My Heart Musik: Elton John; Text: Bernard J. P. Taupin                | –                         |
| 5. November 1976 – 11. November 1976 1 Woche (insgesamt 4) | 4                                        | ABBA                                     | Dancing Queen Benny Goran Bror Andersson, Björn K. Ulvaeus, Stig Erik Leopold Anderson  | –                         |
| 12. November 1976 – 18. November 1976 1 Woche | 1                                        | The Manhattans                           | Kiss and Say Goodbye Winfred L. Lovett                                                  | –                         |
| 19. November 1976 – 25. November 1976 1 Woche (insgesamt 4) | 4                                        | ABBA                                     | Dancing Queen Benny Goran Bror Andersson, Björn K. Ulvaeus, Stig Erik Leopold Anderson  | –                         |
| 26. November 1976 – 9. Dezember 1976 2 Wochen | 2                                        | Sherbet                                  | Howzat Anthony Paul Mitchell, Garth Ivan Richard Porter                                 | –                         |
| 10. Dezember 1976 – 16. Dezember 1976 1 Woche | 1                                        | ABBA                                     | Money, Money, Money Benny Goran Bror Andersson, Björn K. Ulvaeus                        | –                         |
| 17. Dezember 1976 – 23. Dezember 1976 1 Woche (insgesamt 4) | 4                                        | ABBA                                     | Dancing Queen Benny Goran Bror Andersson, Björn K. Ulvaeus, Stig Erik Leopold Anderson  | –                         |

## Alben
| ← 1975 ← | Liste der Nummer-eins-Hits in Neuseeland | Liste der Nummer-eins-Hits in Neuseeland | Liste der Nummer-eins-Hits in Neuseeland | 1977 →                    |
| \| Zeitraum \| Wo. ges. \| Interpret \| Titel \| Zusätzliche Informationen \| \| (Zeitraum, Wochen auf Platz eins, Interpret, Titel, zusätzliche Informationen) \| \| \| \| \| \| ------------------------------------------------------------------------------ \| -------- \| ----------------------- \| -------------------------------------- \| ------------------------- \| \| 30. Januar 1976 – 19. Februar 1976 3 Wochen \| 3 \| The Doobie Brothers \| Listen to the Music – The Very Best Of \| – \| \| 20. Februar 1976 – 26. Februar 1976 1 Woche (insgesamt 18) \| 18 \| ABBA \| The Best of ABBA \| – \| \| 27. Februar 1976 – 4. März 1976 1 Woche \| 1 \| Neil Diamond \| Hot August Night \| – \| \| 5. März 1976 – 11. März 1976 1 Woche \| 1 \| Bill & Boyd \| Bill & Boyd \| – \| \| 12. März 1976 – 1. April 1976 3 Wochen (insgesamt 5) \| 5 \| Queen \| A Night at the Opera \| – \| \| 2. April 1976 – 8. April 1976 1 Woche \| 1 \| 10cc \| How Dare You! \| – \| \| 9. April 1976 – 29. April 1976 3 Wochen (insgesamt 5) \| 5 \| Queen \| A Night at the Opera \| – \| \| 30. April 1976 – 12. August 1976 15 Wochen (insgesamt 18) \| 18 \| ABBA \| The Best of ABBA \| – \| \| 13. August 1976 – 23. September 1976 6 Wochen \| 6 \| Neil Diamond \| Beautiful Noise \| – \| \| 24. September 1976 – 30. September 1976 1 Woche (insgesamt 9) \| 9 \| Rod Stewart \| A Night on the Town \| – \| \| 1. Oktober 1976 – 7. Oktober 1976 1 Woche (insgesamt 18) \| 18 \| ABBA \| The Best of ABBA \| – \| \| 8. Oktober 1976 – 11. November 1976 5 Wochen (insgesamt 9) \| 9 \| Rod Stewart \| A Night on the Town \| – \| \| 12. November 1976 – 18. November 1976 1 Woche (insgesamt 18) \| 18 \| ABBA \| The Best of ABBA \| – \| \| 19. November 1976 – 25. November 1976 1 Woche (insgesamt 19) \| 19 \| N.Z. Symphony Orchestra \| The World’s Great Classics \| – \| \| 26. November 1976 – 23. Dezember 1976 4 Wochen \| 4 \| ABBA \| Arrival \| – \| |                                          |                                          |                                          |                           |
| ← 1975 |                                          |                                          |                                          | → 1977 →                  |
| Zeitraum | Wo. ges.                                 | Interpret                                | Titel                                    | Zusätzliche Informationen |
| (Zeitraum, Wochen auf Platz eins, Interpret, Titel, zusätzliche Informationen) |                                          |                                          |                                          |                           |
| 30. Januar 1976 – 19. Februar 1976 3 Wochen | 3                                        | The Doobie Brothers                      | Listen to the Music – The Very Best Of   | –                         |
| 20. Februar 1976 – 26. Februar 1976 1 Woche (insgesamt 18) | 18                                       | ABBA                                     | The Best of ABBA                         | –                         |
| 27. Februar 1976 – 4. März 1976 1 Woche | 1                                        | Neil Diamond                             | Hot August Night                         | –                         |
| 5. März 1976 – 11. März 1976 1 Woche | 1                                        | Bill & Boyd                              | Bill & Boyd                              | –                         |
| 12. März 1976 – 1. April 1976 3 Wochen (insgesamt 5) | 5                                        | Queen                                    | A Night at the Opera                     | –                         |
| 2. April 1976 – 8. April 1976 1 Woche | 1                                        | 10cc                                     | How Dare You!                            | –                         |
| 9. April 1976 – 29. April 1976 3 Wochen (insgesamt 5) | 5                                        | Queen                                    | A Night at the Opera                     | –                         |
| 30. April 1976 – 12. August 1976 15 Wochen (insgesamt 18) | 18                                       | ABBA                                     | The Best of ABBA                         | –                         |
| 13. August 1976 – 23. September 1976 6 Wochen | 6                                        | Neil Diamond                             | Beautiful Noise                          | –                         |
| 24. September 1976 – 30. September 1976 1 Woche (insgesamt 9) | 9                                        | Rod Stewart                              | A Night on the Town                      | –                         |
| 1. Oktober 1976 – 7. Oktober 1976 1 Woche (insgesamt 18) | 18                                       | ABBA                                     | The Best of ABBA                         | –                         |
| 8. Oktober 1976 – 11. November 1976 5 Wochen (insgesamt 9) | 9                                        | Rod Stewart                              | A Night on the Town                      | –                         |
| 12. November 1976 – 18. November 1976 1 Woche (insgesamt 18) | 18                                       | ABBA                                     | The Best of ABBA                         | –                         |
| 19. November 1976 – 25. November 1976 1 Woche (insgesamt 19) | 19                                       | N.Z. Symphony Orchestra                  | The World’s Great Classics               | –                         |
| 26. November 1976 – 23. Dezember 1976 4 Wochen | 4                                        | ABBA                                     | Arrival                                  | –                         |

## Jahreshitparaden
| ← 1975 ← | Liste der Nummer-eins-Hits in Neuseeland | Liste der Nummer-eins-Hits in Neuseeland | Liste der Nummer-eins-Hits in Neuseeland | 1977 →   |
| \| Singles \| Position# \| Alben \| \| --------------------------------------------------------------------------------------------------------- \| --------- \| ------------------------------------ \| \| Fernando ABBA Benny Goran Bror Andersson, Björn K. Ulvaeus, Stig Erik Leopold Anderson \| 1 \| The Best of ABBA ABBA \| \| Don’t Go Breaking My Heart Elton John & Kiki Dee Musik: Elton John; Text: Bernard J. P. Taupin \| 2 \| A Night on the Town Rod Stewart \| \| Mississippi Pussycat Werner A. Theunissen \| 3 \| A Night at the Opera Queen \| \| Dancing Queen ABBA Benny Goran Bror Andersson, Björn K. Ulvaeus, Stig Erik Leopold Andersson \| 4 \| Beautiful Noise Neil Diamond \| \| Shannon Henry Gross Henry M. Gross \| 5 \| Arrival ABBA \| \| Bohemian Rhapsody Queen Frederick Mercury \| 6 \| Eagles Greatest Hits The Eagles \| \| Kiss and Say Goodbye The Manhattans Winfred L. Lovett \| 7 \| The Dark Side of the Moon Pink Floyd \| \| December, 1963 (Oh, What a Night) The Four Seasons Musik: Bob Gaudio; Text: Bob Gaudio, Judy Marie Parker \| 8 \| Twenty Greatest Hits The Osmonds \| \| Let Your Love Flow Bellamy Brothers Larry E. Williams \| 9 \| Black and Blue The Rolling Stones \| \| Boogie Fever The Sylvers Kenneth L. Lewis, Frederick J. Perren \| 10 \| How Dare You! 10cc \| |                                          |                                          |                                          |          |
| ← 1975 |                                          |                                          |                                          | → 1977 → |
| Singles | Position#                                | Alben                                    |                                          |          |
| Fernando ABBA Benny Goran Bror Andersson, Björn K. Ulvaeus, Stig Erik Leopold Anderson | 1                                        | The Best of ABBA ABBA                    |                                          |          |
| Don’t Go Breaking My Heart Elton John & Kiki Dee Musik: Elton John; Text: Bernard J. P. Taupin | 2                                        | A Night on the Town Rod Stewart          |                                          |          |
| Mississippi Pussycat Werner A. Theunissen | 3                                        | A Night at the Opera Queen               |                                          |          |
| Dancing Queen ABBA Benny Goran Bror Andersson, Björn K. Ulvaeus, Stig Erik Leopold Andersson | 4                                        | Beautiful Noise Neil Diamond             |                                          |          |
| Shannon Henry Gross Henry M. Gross | 5                                        | Arrival ABBA                             |                                          |          |
| Bohemian Rhapsody Queen Frederick Mercury | 6                                        | Eagles Greatest Hits The Eagles          |                                          |          |
| Kiss and Say Goodbye The Manhattans Winfred L. Lovett | 7                                        | The Dark Side of the Moon Pink Floyd     |                                          |          |
| December, 1963 (Oh, What a Night) The Four Seasons Musik: Bob Gaudio; Text: Bob Gaudio, Judy Marie Parker | 8                                        | Twenty Greatest Hits The Osmonds         |                                          |          |
| Let Your Love Flow Bellamy Brothers Larry E. Williams | 9                                        | Black and Blue The Rolling Stones        |                                          |          |
| Boogie Fever The Sylvers Kenneth L. Lewis, Frederick J. Perren | 10                                       | How Dare You! 10cc                       |                                          |          |